# Kanton Bourgoin-Jallieu
Bourgoin-Jallieu is een kanton van het Franse departement Isère. Het kanton maakt deel uit van de arrondissementen La Tour-du-Pin (13) en Vienne (1). Het heeft een oppervlakte van 186.55 km² en telt 53.993 inwoners in 2018, dat is een dichtheid van 289 inwoners/km².
Het kanton Bourgoin-Jallieu werd opgericht bij decreet van 18 februari 2014, met uitwerking op 22 maart 2015 en omvat volgende 14 gemeenten:
- Bourgoin-Jallieu
- Châteauvilain
- Domarin
- Eclose-Badinières
- Les Éparres
- Meyrié
- Nivolas-Vermelle
- Ruy
- Saint-Chef
- Saint-Marcel-Bel-Accueil
- Saint-Savin
- Salagnon
- Sérézin-de-la-Tour
- Succieu